# Viktor Markin
Viktor Fyodorovich Markin (in russo Виктор Фёдорович Маркин?; Oktjabr'skij, 23 febbraio 1957) è un ex velocista sovietico, campione olimpico dei 400 metri piani e della staffetta 4×400 metri ai Giochi di Mosca 1980.

## Biografia
Dopo essersi diplomato alle scuole superiori, Markin si trasferì a Novosibirsk per frequentare la facoltà di pediatria all'università, dove gli fu data la possibilità di praticare l'atletica leggera a livello agonistico.
Il 27 aprile 1980 a Soči, Markin stabilì il primato personale nella sua specialità, i 400 m piani, con il tempo di 46"96, guadagnandosi il posto per i Giochi olimpici di Mosca, dove conquistò la medaglia d'oro con il primato europeo di 44"60, tuttora record nazionale russo, davanti all'australiano Rick Mitchell e al tedesco orientale Frank Schaffer. Nella stessa edizione dei Giochi olimpici ottenne il secondo oro nella staffetta 4×400 m, con la formazione dell'Unione Sovietica insieme a Valiulis, Linge e Chernetsky.
Dopo una pausa dall'attività sportiva per completare gli studi universitari, ritornò in pista per i Campionati europei del 1982, dove conquistò due medaglie di bronzo, sempre nei 400 m piani e nella staffetta 4×400 m. Ai Campionati del mondo di atletica leggera 1983 vinse la medaglia d'oro ancora nella staffetta 4×400 m.
Dopo il boicottaggio, da parte del blocco sovietico, dei Giochi olimpici di Los Angeles 1984, decise di ritirarsi definitivamente dalle competizioni sportive.

## Record nazionali

### Seniores
Record nazionali russi
- 400 metri piani: 44"60 ( Mosca, 30 luglio 1980)

## Palmarès
| Anno | Manifestazione  | Sede     | Evento      | Risultato  | Prestazione | Note           |
| ---- | --------------- | -------- | ----------- | ---------- | ----------- | -------------- |
| 1980 | Giochi olimpici | Mosca    | 400 m piani | Oro        | 44"60       | Record europeo |
| 1980 | Giochi olimpici | Mosca    | 4×400 m     | Oro        | 3'01"08     |                |
| 1982 | Europei         | Monaco   | 400 m piani | Bronzo     | 45"30       |                |
| 1982 | Europei         | Monaco   | 4×400 m     | Bronzo     | 3'00"80     |                |
| 1983 | Mondiali        | Helsinki | 400 m piani | Semifinale | 45"73       |                |
| 1983 | Mondiali        | Helsinki | 4×400 m     | Oro        | 3'00"79     |                |